# Salomon Drejer
Salomon Thomas Nicolai Drejer, född den 15 februari 1813, död den 21 april 1842, var en dansk botaniker.
Drejer blev docent i botanik vid veterinärhögskolan i Köpenhamn 1838. Drejer utvecklade en betydande verksamhet såväl på det rent vetenskapligt botaniska som på det praktiskt botaniska och pedagogiska området. Av stort värde är hans kritiska undersökningar över de nordiska Carexarterna. Bland Drejers övriga arbeten märks hans Flora excursoria hafniensis (1838) och Elementa phyllogiæ (1840). Åren 1841–1842 var Drejer utgivare av Flora danica.